# Zdeněk Prokeš (choreograf)

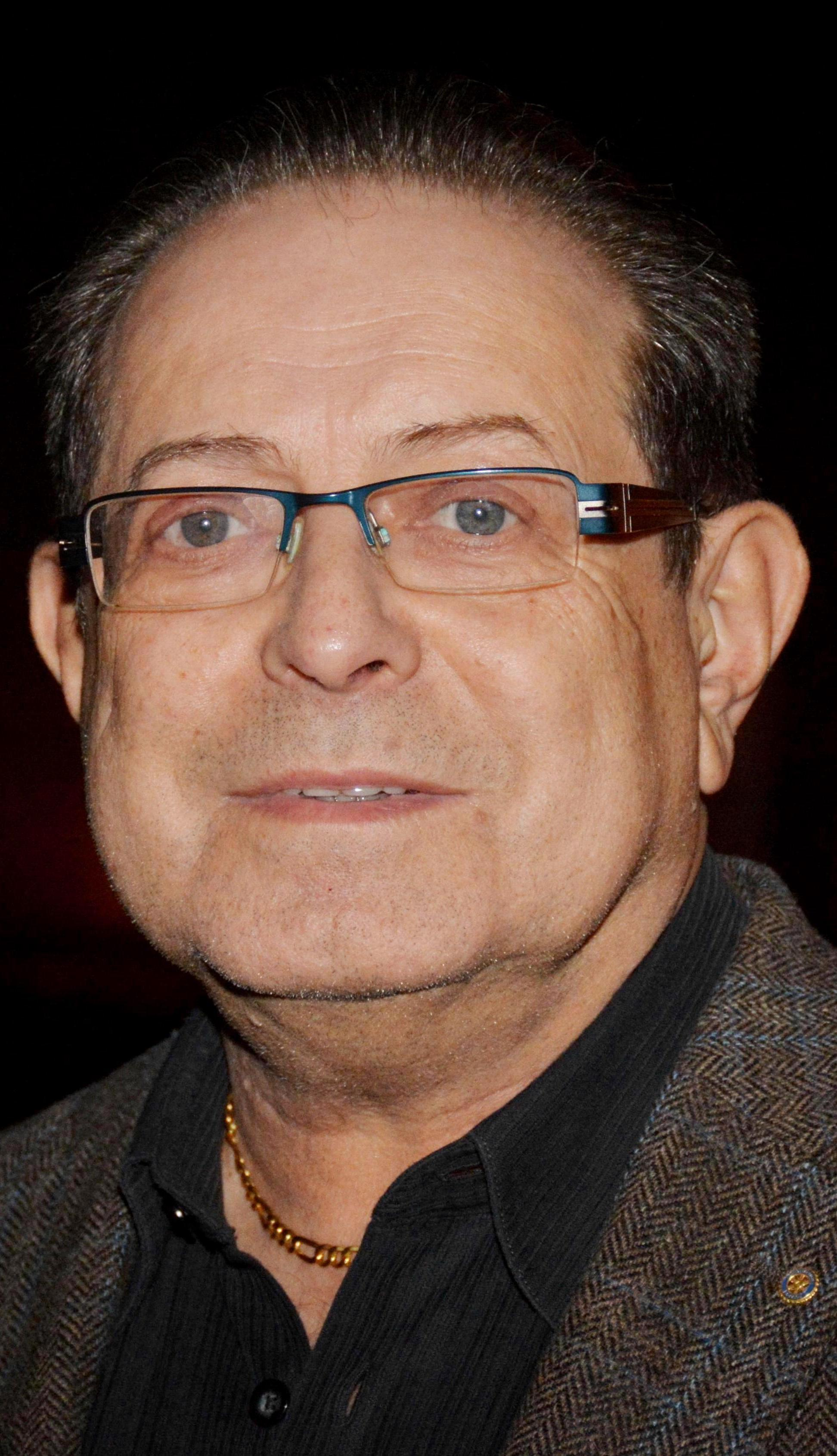
Zdeněk Prokeš (2016)

Zdeněk Prokeš (* 15. července 1952 Praha) je český tanečník, choreograf, pedagog, v letech 2003 až 2007 působil jako ředitel Národního divadla Brno.

## Studium, divadelní začátky
Narodil se s oběma bratry v rodině právníka a amatérského divadelníka Felixe Prokeše. Již od školních let se věnoval gymnastice a krasobruslení. Navštěvoval baletní školu Karla Pirníka a baletní přípravku baletu Národního divadla. V roce 1971 absolvoval Taneční oddělení Konzervatoře v Praze. Později studoval choreografii na katedře tance Akademie múzických umění v Praze u Jiřího Němečka, kde absolvoval v roce 1979 (titul Mgr.).
V mládí vystupoval v dětských rolích v divadle např. v Národním divadle, Divadle na Vinohradech, Hudebním divadle v Karlíně, Divadle S. K. Neumanna a Divadle za branou a ve filmu. Rovněž se věnoval dabingu.
Absolvoval několik zahraničních stáží, např. v Polsku v Teatru Tanca u choreografa Conrada Drzewieckiho (1980), v Belgii u choreografa Maurice Béjarta a ve Flanderském královském baletu v Antverpách (1982) a studijní pobyty ve Francii, mimo jiné v Opéra de Paris a Ballet Théatre Francais de Nancy.

## Umělecká kariéra
Po absolvování pražské konzervatoře nastoupil jako tanečník v Hudebním divadle v Karlíně. Zde působil až do roku 1979. V letech 1979–1983 působil ve Státním divadle v Ostravě jako choreograf. Založil a vedl zde také soubor Mladý balet. Následně se vrátil do Hudebního divadla v Karlíně jako šéf baletu a tuto funkci zde vykonával až do roku 1990. V tomto období zavedl pořádání pravidelné Přehlídky současné taneční tvorby, kde měly možnost představit své inscenace soubory z krajských měst. V letech 1991–2004 byl choreografem a šéfem baletu Národního divadla v Brně a v období 2003–2007 ředitelem Národního divadla v Brně. Za jeho působení se divadlo stalo pravidelným hostitelem významných baletních akcí a soubor baletu uskutečnil řadu zahraničních turné (Japonsko, Německo, Francie, Rakousko, Švýcarsko, Španělsko, Belgie, aj.)
Od roku 2007 byl poradcem ředitele Národního divadla v Praze, od roku 2009 vedoucím odboru vnějších vztahů. Od začátku roku 2010 se stal uměleckým šéfem pražské Laterny magiky, která se tehdy stala součástí Národního divadla. V této funkci setrval do 31. října 2017. 

## Pedagogická činnost
V letech 1994–2011 vyučoval choreografii a baletní dramaturgii na Janáčkově akademii múzických umění v Brně (JAMU).
V období 1995–2006 vyučoval choreografii a režii baletu na Taneční katedře Akademie múzických umění v Praze (HAMU).

## Další činnost
Je zakladatelem (1990) a dlouholetým předsedou Tanečního sdružení ČR a organizátorem tanečních přehlídek a festivalů, např. festivalu Tanec Brno či Mezinárodní baletní soutěže.
Bývá členem odborných porot, správních rad, kolegií a komisí, např. Divadelní ceny Thálie, Výboru Asociace profesionálních divadel ČR, Rady Českého centra I. T. I., Grantové komise Ministerstva kultury ČR, baletních a tanečních soutěží.
Choreografii baletů, oper, operet, muzikálů a činoher vytváří rovněž pro další česká a zahraniční divadla a festivaly, mj. pro Open Air festivaly v Rakousku a Německu (Offenbach: Hoffmannovy povídky, 1993; Verdi: Nabucco, 1995; Aida, 1998) nebo pro Opera Monte Carlo v Monaku (B. Smetana: Prodaná nevěsta,1999). Spolupracuje rovněž s televizí, pro kterou vytvořil přes 80 choreografií pro baletní, operetní a revuální pořady (např. Televarieté, Možná přijde i kouzelník, aj.). Pracuje i jako pohybový poradce zpěváků populární hudby.
Je spoluautorem Českého tanečního slovníku.
Dlouhodobě se zabývá ochranou autorských práv choreografů a sociální problematikou tanečníků.

## Ocenění
Za svoji kariéru se také zúčastnil mnoha celostátních a mezinárodních baletních soutěží (mj. Moskva, Varna, Jackson, Helsinky, Ósaka) a za své choreografie získal na baletních soutěžích řadu cen (v letech 1977, 1979, 1981, 1984, 1987).
V roce 2024 obdržel od Nadace Život umělce a Intergramu ocenění "Master Prix 2024" za dlouholetou uměleckou činnost.

## Divadelní tvorba, výběr

### Režie i choreografie
- 1981 Jaroslav Ježek: Tmavomodrý svět (balet), Státní divadlo Ostrava, světová premiéra
- 1982 Tibor Frešo: Broučci (balet), Státní divadlo Ostrava (světová premiéra)
- 1984 Jindřich Brabec: Manon (balet), Státní divadlo Ostrava, světová premiéra
- 1990 I. Kubicová, M. Benoniová, Z. Prokeš: Tančírna (balet), Národní divadlo, (Z. Prokeš připravoval část „4. smyčcový kvartet B. Martinů“)
- 1995 Jarmil Burghauser: Příběh o Tristanovi a Isoldě, Národní divadlo v Brně (světová premiéra)
- 1996 Sergej S. Prokofjev: Romeo a Julie, Národní divadlo v Brně
- 1997 J. F. Fischer: Batalion, Národní divadlo v Brně (světová premiéra)
- 1999 Zdeněk Matějů, L. F. Baum: Čaroděj ze země Oz, Národní divadlo v Brně (světová premiéra)
- 2000 Franz Lehár: Veselá vdova (balet), Národní divadlo v Brně (první české uvedení)
- 2004 Vítězslava Kaprálová: Partita (balet), Národní divadlo Brno, světová premiéra
- 2006 Gideon Klein: Trio (balet), Národní divadlo Brno, světová premiéra
- 2024 Leonard Bernstein: West Side Story ve věznici (muzikál), projekt připravený s vězni a vězeňkyněmi z Přibrami a Světlé nad Sázavou

### Choreografie
- 1979 Bedřich Smetana: Dvě vdovy, Městské divadlo Ústí nad Labem
- 1990 J. Styne/I. Lennart: Funny Girl, Hudební divadlo Karlín
- 1991 Johann Strauss ml.: Netopýr (opera), Smetanovo divadlo, režie Peter Lauscher, Martin Otava
- 1993 Giuseppe Verdi: Aida (opera), Národní divadlo v Brně, režie Václav Věžník
- 1993 C. Debussy, O. Ostrčil, J. Offenbach: Baletní triptych (balet), Komorní divadlo Plzeň (Z. Prokeš připravoval část „J.Offenbach: Gaité Parisienne“)
- 1994 L. Leoncavallo, Q. Menasci, G. Targioni-Tozzeti: Sedlák kavalír/Komedianti (opera), Národní divadlo, režie Josef Průdek
- 1998 Georges Bizet: Carmen (opera), Národní divadlo v Brně, režie Ladislav Štros
- 2001 Giuseppe Verdi: La traviata (opera), Národní divadlo v Brně, režie Zbyněk Srba
- 2002 Franz Lehár: Země úsměvů (opereta), Národní divadlo v Brně, režie Anton Nekovar
- 2005 Antonín Dvořák: Rusalka, Národní divadlo Brno
- 2006 Maurice Ravel: Pavana za mrtvou infantku, Bolero (balet), Národní divadlo v Brně, dirigent Jan Štych (první české uvedení)
- 2013 Maurice Ravel, Carl Orff: Baletní triptych La Valse, Bolero, Carmina Burana, Divadlo J. K. Tyla Plzeň

### Libreto
- 2009 Igor Stravinskij, S. D. Šostakovič, J. Williams, Petr Malásek: Faust (balet), Stavovské divadlo, režie a choreografie Libor Vaculík
- 2014 Ch. de Laclose: Valmont (balet na motivy románu Nebezpečné vztahy), Stavovské divadlo, režie a choreografie Libor Vaculík[9]

### Pohybová spolupráce
- 2005 Sergej Prokofjev: Vojna a mír (opera), Národní divadlo v Brně, režie Mykola Tretiak
- 2008 Giuseppe Verdi: Falstaff (opera), Národní divadlo, režie Martin Huba
- 2015 Jan Kučera: Rudá Marie (opera), Nová scéna, režie Viktorie Čermáková

### Další
- 2012 V. Janeček, Z. Prokeš: Cocktail 012–The best of, Nová scéna, režie Jan Loukota; Z. Prokeš – spoluautor námětu a dramaturgie

### Divadelní role
- 1964 P. I. Čajkovskij: Louskáček (balet), Jenda, Smetanovo divadlo, režie Jiří Blažek
- 1965 Arthur Miller: Případ ve Vichy, Chlapec, Divadlo E. F. Buriana, režie Karel Novák
- 1966 Luigi Pirandello: Člověk, zvíře a ctnost, Nono, Divadlo na Vinohradech, režie František Štěpánek
- 1969 Edward Albee: Všechno je v zahradě, Roger, Divadlo S. K. Neumanna, režie Jan Strejček
- 1970 Leonard Bernstein: West Side Story (první české uvedení), Bažant, Hudební divadlo v Karlíně, režie Rudolf Vedral a Leo Spáčil
- 1971 Sofoklés – Aischylos: Oidipus – Antigone, Chlapec, Divadlo za branou, režie Otomar Krejča

### Filmografie
- 1965 Volejte Martina, člen Ligy spravedlivých, režie Milan Vošmik

### Dabing, výběr
- 1960 Matčino srdce, role: Saša
- 1963 Velký človíček, Aljoša
- 1963 Knoflíková válka, Gibbousette
- 1966 Rytíř bez brnění, Pinocchio
- 1966 Prázdniny s Ivetou, Pierre